# Teracotona transluscens
Teracotona transluscens är en fjärilsart som beskrevs av Karl Grünberg 1907. Teracotona transluscens ingår i släktet Teracotona och familjen björnspinnare. Inga underarter finns listade i Catalogue of Life.